# Bush Bucks Football Club
Maillots
Le Bush Bucks Football Club est un club de football sud-africain basé à East London.

## Histoire
Le club est fondé en 1957 par des supporters du Liverpool FC, sous le nom d'Umtata Bucks, nom qu'il garde très longtemps.

## Palmarès
| Compétitions nationales                            | Compétitions internationales |
| - Coupe de la Ligue (2) - Vainqueur : 1993 et 1996 | - Vierge                     |